# Matthew Shipp
Matthew Shipp (Wilmington (Delaware), 7 december 1960) is een Amerikaanse jazzpianist, -componist en orkestleider.

## Biografie
Shipp groeide op in Wilmington, Delaware en begon op 6-jarige leeftijd piano te spelen. Zijn moeder was een vriend van trompettist Clifford Brown. Shipp voelde zich sterk aangetrokken tot jazz, maar speelde ook in rockbands op de middelbare school. Hij studeerde een jaar aan de University of Delaware en vervolgens aan het New England Conservatory of Music, waar hij studeerde bij saxofonist/componist Joe Maneri. Shipp noemde de privélessen bij Dennis Sandole (die ook saxofonist John Coltrane doceerde) cruciaal voor zijn ontwikkeling.
Shipp verhuisde in 1984 naar New York en is sinds het begin van de jaren 1990 zeer actief. Hij verscheen op tientallen albums als leader, sideman en producent. Voordat Shipp de kost verdiende met het spelen van muziek, werkte hij in een boekwinkel als assistent-manager. Hij werd ontslagen, gooide wat boeken naar zijn baas en besloot dat hij geen dagbaan meer zou zoeken. Hij was aanvankelijk het meest actief in freejazz, maar verkent ook muziek die aansluit aan eigentijdse klassieke muziek, hiphop en elektronische muziek. In het begin van zijn carrière werd Shipp qua stijl vergeleken met enkele van zijn voorgangers in het jazzpianopantheon, maar sindsdien wordt hij erkend als een complete stilistische vernieuwer op de piano - door AllMusic verwijzend naar zijn unieke en herkenbare stijl en Larry Blumenfeld in Jazziz Magazine, verwijzend naar Shipp als verbazend in originaliteit. Jazziz Magazine verwees ook naar Shipps cd 4D als verder bewijs van zijn eigenzinnige genialiteit.
Shipp was een lange tijd lid van het kwartet van saxofonist David S. Ware met bassist William Parker en wisselende drummers. Hij heeft opnamen gemaakt en opgetreden met veel andere muzikanten, waaronder High Priest en Beans van Antipop Consortium, Michael Bisio, Guillermo E. Brown, Daniel Carter, Whit Dickey, Newman Taylor Baker, DJ Spooky, El-P, Susie Ibarra, Mat Maneri, Roscoe Mitchell, Joe Morris, Ivo Perelman en Mat Walerian.
In februari 2011 bracht Shipp het dubbelalbum Art of the Improviser uit. Deze uitgave is een bewijs van de prestaties van Shipp, maar het is ook een voortzetting van de ontdekking in zijn muzikale ontwikkelingstaal. De Chicago Tribune noemde het project monumentaal en meeslepend als altijd.
Shipp heeft zijn repertoire voortdurend verbeterd door over de wereld rond te reizen, nieuwe composities te schrijven en sinds 2011 samen te werken met Barbara Januszkiewicz. Samen verkennen ze nieuw terrein door middel van de avant-garde film The Composer with Matthew Shipp/Barb Januszkiewicz.

Op 24 september 2013 bracht Thirsty Ear Records de solo piano-cd Piano Sutras van Shipp uit. Will Layman, die voor PopMatters schreef, omschreef het als: 
 het soort plaat waar we decennia later over praten en voor elkaar spelen ... Dit is muziek die een hele geschiedenis vormt: van een artiest, van luisteraars, van de artiesten die de geschiedenis van de kunstvorm hebben gevormd, van de cultuur en tijd die deze kunst tot bloei hebben gebracht. 

## Discografie

### Als leader/co-leader
| Jaar van uitgave | Titel                                             | Label                 | Personeel/Opmerkingen |
| ---------------- | ------------------------------------------------- | --------------------- | --- |
| 1988             | Sonic Explorations                                | Cadence Jazz          | Rob Brown (altsax) |
| 1992             | Points                                            | Silkheart             | William Parker (bas), Whit Dickey (drums) |
| 1992             | Circular Temple                                   | Quinton               | Trio met William Parker (bas), Whit Dickey (drums) |
| 1994             | Zo                                                | Rise                  | Duo met William Parker (bas) |
| 1995             | Critical Mass                                     | 2.13.61               | Kwartet met Mat Maneri (viool), William Parker (bas), Whit Dickey (drums) |
| 1996             | Symbol Systems                                    | No More               | Solo piano |
| 1996             | Prism                                             | Brinkman              | Trio met William Parker (bas), Whit Dickey (drums) |
| 1996             | 2-Z                                               | 2.13.61               | Duo met Roscoe Mitchell (saxofoons) |
| 1997             | The Flow of X                                     | 2.13.61               | Kwartet met Mat Maneri (viool), William Parker (bas), Whit Dickey (drums) |
| 1997             | Before the World                                  | FMP                   | Solo piano |
| 1997             | By the Law of Music                               | hatHUT                | String Trio met Mat Maneri (viool), William Parker (bas) |
| 1997             | Thesis                                            | hatOLOGY              | Joe Morris (gitaar) |
| 1998             | The Multiplication Table                          | hatOLOGY              | Trio met William Parker (bas), Susie Ibarra (drums) |
| 1998             | Strata                                            | hatOLOGY              | Kwartet met Roy Campbell (trompet), Daniel Carter (saxofoon, fluit, trompet), William Parker (bas)                                                                                        |
| 1999             | DNA                                               | Thirsty Ear           | Duo met William Parker (bas) |
| 1999             | Magnetism                                         | Bleu Regard           | Solo, duo en trio optredens met Rob Brown (altsax, fluit), William Parker (bas) |
| 2000             | Gravitational Systems                             | hatOLOGY              | Duo met Mat Maneri (viool) |
| 2000             | Pastoral Composure                                | Thirsty Ear           | Gerald Cleaver (drums) |
| 2001             | Expansion, Power, Release                         | hatOLOGY              | String Trio met Mat Maneri (viool), William Parker (bas) |
| 2001             | New Orbit                                         | Thirsty Ear           | Kwartet met Wadada Leo Smith (trompet), William Parker (bas), Gerald Cleaver (drums) |
| 2002             | Songs                                             | Splasc(h)             | Solo piano |
| 2002             | Nu Bop                                            | Thirsty Ear           | Met William Parker (bas), Guillermo E. Brown (drums), Daniel Carter (sax, fluit), FLAM (synthesizer, programmering)                                                                       |
| 2003             | Equilibrium                                       | Thirsty Ear           | Met William Parker (bas), Gerald Cleaver (drums), Khan Jamal (vibes), FLAM (synths, programmering)                                                                                        |
| 2003             | Antipop vs. Matthew Shipp                         | Thirsty Ear           | |
| 2003             | The GoodandEvil Sessions                          | Thirsty Ear           | Met Roy Campbell (trompet), Alex Lodico, Josh Roseman (trombone), Miso (draaitafel), William Parker (bas), Danny Blume (drums, gitaar, programmering), Chris Kelly (drums, programmering) |
| 2003             | The Sorcerer Sessions                             | Thirsty Ear           | Met Evan Ziporyn (klarinet), William Parker (bas), Gerald Cleaver (drums), FLAM (synthesizer, programmering), Daniel Bernard Roumain (viool)                                              |
| 2004             | The Trio Plays Ware                               | Splasc(h)             | Trio met William Parker (bas), Guillermo E. Brown (drums) |
| 2004             | Harmony and Abyss                                 | Thirsty Ear           | Met William Parker (bas), Gerald Cleaver (drums), FLAM (synthesizer, drums programmering)                                                                                                 |
| 2005             | In Finland                                        | Cadence Jazz          | Trio met Joe McPhee (sopraansax, trompet), Dominic Duval (bas) |
| 2005             | One                                               | Thirsty Ear           | Solo piano |
| 2006             | Phenomena of Interference                         | Hopscotch             | Met Steve Dalachinsky |
| 2006             | Salute to 100001 Stars – A Tribute to Jean Genet  | RogueArt              | Als de band Declared Enemy; met Sabir Mateen (altsax, fluit, klarinet), William Parker (bas), Gerald Cleaver (drums), Denis Lavant (gesproken woord)                                      |
| 2007             | Piano Vortex                                      | Thirsty Ear           | Trio met Joe Morris (bas), Whit Dickey (drums) |
| 2007             | Abbey Road Duos                                   | Treader               | Duo met Evan Parker (tenorsax, sopraansax) |
| 2008             | Right Hemisphere                                  | RogueArt              | Als de band Right Hemisphere; kwartet met Rob Brown (altsax), Joe Morris (bas), Whit Dickey (drums)                                                                                       |
| 2008             | Un Piano                                          | RogueArt              | Solo piano |
| 2008             | Cosmic Suite                                      | Not Two               | Kwartet met Daniel Carter (reeds), Joe Morris (bas), Whit Dickey (drums) |
| 2009             | Harmonic Disorder                                 | Thirsty Ear           | Trio met Joe Morris (bas), Whit Dickey (drums) |
| 2010             | 4D                                                | Thirsty Ear           | Solo piano |
| 2010             | SAMA                                              | Not Two               | Duo met Sabir Mateen (reeds) |
| 2010             | Creation Out of Nothing (Live in Moscow)          | SoLyd                 | Solo piano |
| 2011             | Night Logic                                       | RogueArt              | Trio met Marshall Allen (altsax, fluit, EVI), Joe Morris (bas) |
| 2011             | Art of the Improviser                             | Thirsty Ear           | Solo piano en trio met Michael Bisio (bas), Whit Dickey (drums) |
| 2011             | SaMa Live in Moscow                               | SoLyd                 | Duo met Sabir Mateen (saxofoon) |
| 2011             | Cosmic Lieder                                     | AUM Fidelity          | Duo met Darius Jones (altsax) |
| 2011             | Broken Partials                                   | Not Two               | Duo met Joe Morris (bas) |
| 2012             | Elastic Aspects                                   | Thirsty Ear           | Trio met Michael Bisio (bas), Whit Dickey (drums) |
| 2012             | Floating Ice                                      | Relative Pitch        | Duo met Michael Bisio (bas) |
| 2013             | Rex, Wrecks & XXX                                 | RogueArt              | Duo met Evan Parker (tenorsax) |
| 2013             | Piano Sutras                                      | Thirsty Ear           | Solo piano |
| 2014             | Root of Things                                    | Relative Pitch        | Trio met Michael Bisio (bas), Whit Dickey (drums) |
| 2014             | The Darkseid Recital                              | AUM Fidelity          | Duo met Darius Jones (altsax) |
| 2014             | I've Been to Many Places                          | Thirsty Ear           | Solo piano |
| 2015             | To Duke                                           | RogueArt              | Trio met Michael Bisio (bas), Whit Dickey (drums) |
| 2015             | Live at Okuden                                    | ESP-Disk              | As the band The Uppercut; met Mat Walerian (reeds) |
| 2015             | The Gospel According to Matthew & Michael         | Relative Pitch        | Chamber Ensemble; trio met Mat Maneri (viool), Michael Bisio (bas) |
| 2015             | Our Lady of the Flowers                           | RogueArt              | Als de band Declared Enemy; quartet met Sabir Mateen (tenor sax, clarinet), William Parker (bas), Gerald Cleaver (drums)                                                                  |
| 2015             | The Conduct of Jazz                               | Thirsty Ear           | Trio met Michael Bisio (bas), Newman Taylor Baker (drums) |
| 2016             | Live in Seattle                                   | Arena Music Promotion | Duo met Michael Bisio (bas) |
| 2016             | Live at Okuden                                    | ESP-Disk              | Als de band Jungle; met Mat Walerian (reeds), Hamid Drake (drums) |
| 2016             | Cactus                                            | Northern Spy          | Duo met Bobby Kapp (drums) |
| 2017             | Piano Song                                        | Thirsty Ear           | Trio met Michael Bisio (bas), Newman Taylor Baker (drums) |
| 2017             | Invisible Touch At Taktlos Zürich                 | hatOLOGY              | Solo piano |
| 2017             | This Is Beautiful Because We Are Beautiful People | ESP-Disk              | Als the band Toxic; met Mat Walerian (reeds), William Parker (bas, shakuhachi) |
| 2017             | Not Bound                                         | Fortune               | Kwartet met Daniel Carter (reeds), Michael Bisio (bas), Whit Dickey (drums) |
| 2018             | Accelerated Projection                            | RogueArt              | Duo met Roscoe Mitchell (tenor & sopraansax, fluit) |
| 2018             | Zero                                              | ESP-Disk              | Solo piano |
| 2018             | Sonic Fiction                                     | ESP-Disk              | Kwartet met Mat Walerian (reeds), Michael Bisio (bas), Whit Dickey (drums) |

### Als sideman
| Jaar van uitgave | Leader                    | Titel                                        | Label          |
| ---------------- | ------------------------- | -------------------------------------------- | -------------- |
| 1991             | David S. Ware             | Great Bliss, Vol. 1                          | Silkheart      |
| 1991             | David S. Ware             | Great Bliss, Vol. 2                          | Silkheart      |
| 1992             | David S. Ware             | Flight of I                                  | DIW/Columbia   |
| 1993             | David S. Ware             | Third Ear Recitation                         | DIW            |
| 1994             | David S. Ware             | Earthquation                                 | DIW            |
| 1995             | David S. Ware             | Cryptology                                   | Homestead      |
| 1996             | David S. Ware             | Oblations and Blessings                      | Silkheart      |
| 1996             | David S. Ware             | DAO                                          | Homestead      |
| 1996             | David S. Ware             | Godspelized                                  | DIW            |
| 1997             | David S. Ware             | Wisdom of Uncertainty                        | AUM Fidelity   |
| 1998             | David S. Ware             | Go See the World                             | Columbia       |
| 2000             | David S. Ware             | Surrendered                                  | Columbia       |
| 2001             | David S. Ware             | Corridors & Parallels                        | AUM Fidelity   |
| 2002             | David S. Ware             | Freedom Suite                                | AUM Fidelity   |
| 2003             | David S. Ware             | Threads                                      | Thirsty Ear    |
| 2005             | David S. Ware             | Live in the World                            | Thirsty Ear    |
| 2006             | David S. Ware             | BalladWare                                   | Thirsty Ear    |
| 2007             | David S. Ware             | Renunciation                                 | AUM Fidelity   |
| 2009             | David S. Ware             | Live in Vilnius                              | NoBusiness     |
| 2016             | David S. Ware             | Live in Sant'Anna Arresi, 2004               | AUM Fidelity   |
| 1997             | Rob Brown                 | Blink of an Eye                              | No More        |
| 1998             | Mat Maneri                | So What?                                     | hatOLOGY       |
| 2001             | Whit Dickey               | Life Cycle                                   | AUM Fidelity   |
| 2017             | Whit Dickey               | Vessel in Orbit                              | AUM Fidelity   |
| 2004             | El-P                      | High Water                                   | Thirsty Ear    |
| 1992             | Roscoe Mitchell           | This Dance Is for Steve McCall               | Black Saint    |
| 1999             | Roscoe Mitchell           | Nine to Get Ready                            | ECM            |
| 2003             | Roscoe Mitchell           | The Bad Guys                                 | Around Jazz    |
| 2014             | Jemeel Moondoc            | The Zookeeper's House                        | Relative Pitch |
| 1996             | Joe Morris                | Elsewhere                                    | Homestead      |
| 2000             | Other Dimensions In Music | Time Is of the Essence Is Beyond Time        | Homestead      |
| 1996             | Ivo Perelman              | Cama de Terra                                | Homestead      |
| 1997             | Ivo Perelman              | Bendito of Santa Cruz                        | Cadence Jazz   |
| 1999             | Ivo Perelman              | Brazilian Watercolour                        | Leo            |
| 2011             | Ivo Perelman              | The Hour of the Star                         | Leo            |
| 2012             | Ivo Perelman              | The Foreign Legion                           | Leo            |
| 2012             | Ivo Perelman              | The Clairvoyant                              | Leo            |
| 2012             | Ivo Perelman              | The Gift                                     | Leo            |
| 2013             | Ivo Perelman              | The Edge                                     | Leo            |
| 2013             | Ivo Perelman              | The Art of the Duet, Volume One              | Leo            |
| 2013             | Ivo Perelman              | Enigma                                       | Leo            |
| 2013             | Ivo Perelman              | Serendipity                                  | Leo            |
| 2013             | Ivo Perelman              | A Violent Dose of Anything                   | Leo            |
| 2014             | Ivo Perelman              | Book of Sound                                | Leo            |
| 2014             | Ivo Perelman              | The Other Edge                               | Leo            |
| 2015             | Ivo Perelman              | Callas                                       | Leo            |
| 2015             | Ivo Perelman              | Butterfly Whispers                           | Leo            |
| 2015             | Ivo Perelman              | Complementary Colors                         | Leo            |
| 2016             | Ivo Perelman              | Soul                                         | Leo            |
| 2016             | Ivo Perelman              | Corpo                                        | Leo            |
| 2016             | Ivo Perelman              | The Art Of The Improv Trio Volume 3          | Leo            |
| 2017             | Ivo Perelman              | The Art Of Perelman-Shipp Volume 1: Titan    | Leo            |
| 2017             | Ivo Perelman              | The Art Of Perelman-Shipp Volume 2: Tarvos   | Leo            |
| 2017             | Ivo Perelman              | The Art Of Perelman-Shipp Volume 3: Pandora  | Leo            |
| 2017             | Ivo Perelman              | The Art Of Perelman-Shipp Volume 4: Hyperion | Leo            |
| 2017             | Ivo Perelman              | The Art Of Perelman-Shipp Volume 5: Rhea     | Leo            |
| 2017             | Ivo Perelman              | The Art Of Perelman-Shipp Volume 6: Saturn   | Leo            |
| 2017             | Ivo Perelman              | The Art Of Perelman-Shipp Volume 7: Dione    | Leo            |
| 2017             | Ivo Perelman              | Live in Brussels                             | Leo            |
| 2017             | Ivo Perelman              | Live in Baltimore                            | Leo            |
| 2017             | Ivo Perelman              | Heptagon                                     | Leo            |
| 2017             | Ivo Perelman              | Scalene                                      | Leo            |
| 2017             | Ivo Perelman              | Philosopher's Stone                          | Leo            |
| 2018             | Ivo Perelman              | Oneness                                      | Leo            |

- Bibliothèque nationale de France: cb14000589p (data)
- Gemeinsame Normdatei: 135072301
- International Standard Name Identifier: 0000 0000 5517 7891
- Library of Congress Control Number: no98127963
- MusicBrainz: 462e95c6-80e9-42e4-8ac0-ed913711c40a
- Nationale Bibliotheek van Tsjechië: xx0140750
- Système universitaire de documentation: 082304475
- Virtual International Authority File: 44495707